# وولفتن ام هارتس
وولفتن ام هارتس (به آلمانی: Wulften am Harz) یک شهر در آلمان است که در اوشتروده واقع شده‌است.